# 柳田酒造
柳田酒造合名会社（やなぎたしゅぞう）は、宮崎県都城市にある焼酎蔵。
霧島酒造が君臨する都城にありながら、小規模ながら家族で造りを続けている。代表銘柄に減圧蒸留した駒がある。常圧蒸留と減圧蒸留の中間の蒸留方法を試みた赤鹿毛という銘柄もある。
柳田酵母はこの会社の親戚筋にあたる柳田藤治（東京農業大学名誉教授）が開発したものである。また、この会社は日本で初めての酒造メーカーの公式ウェブサイトを構築している。さらにイオン交換による濾過を焼酎に応用した製品を発売したのはこの会社が日本で初めてである。

## 受賞歴
- 2007年度 熊本国税局 酒類鑑評会優等賞
- 2008年度 熊本国税局 酒類鑑評会優等賞
- 2010年度 熊本国税局 酒類鑑評会優等賞

## 概要
- 企業名　柳田酒造合名会社
- 沿革　
  - 1902年　創業
- 代表者　柳田勲
- 所在地　宮崎県都城市早鈴町14-4